# Trichomyia incomplex
Trichomyia incomplex är en tvåvingeart som beskrevs av Duckhouse 1965. Trichomyia incomplex ingår i släktet Trichomyia och familjen fjärilsmyggor. Inga underarter finns listade i Catalogue of Life.